# James Mitchell Tour

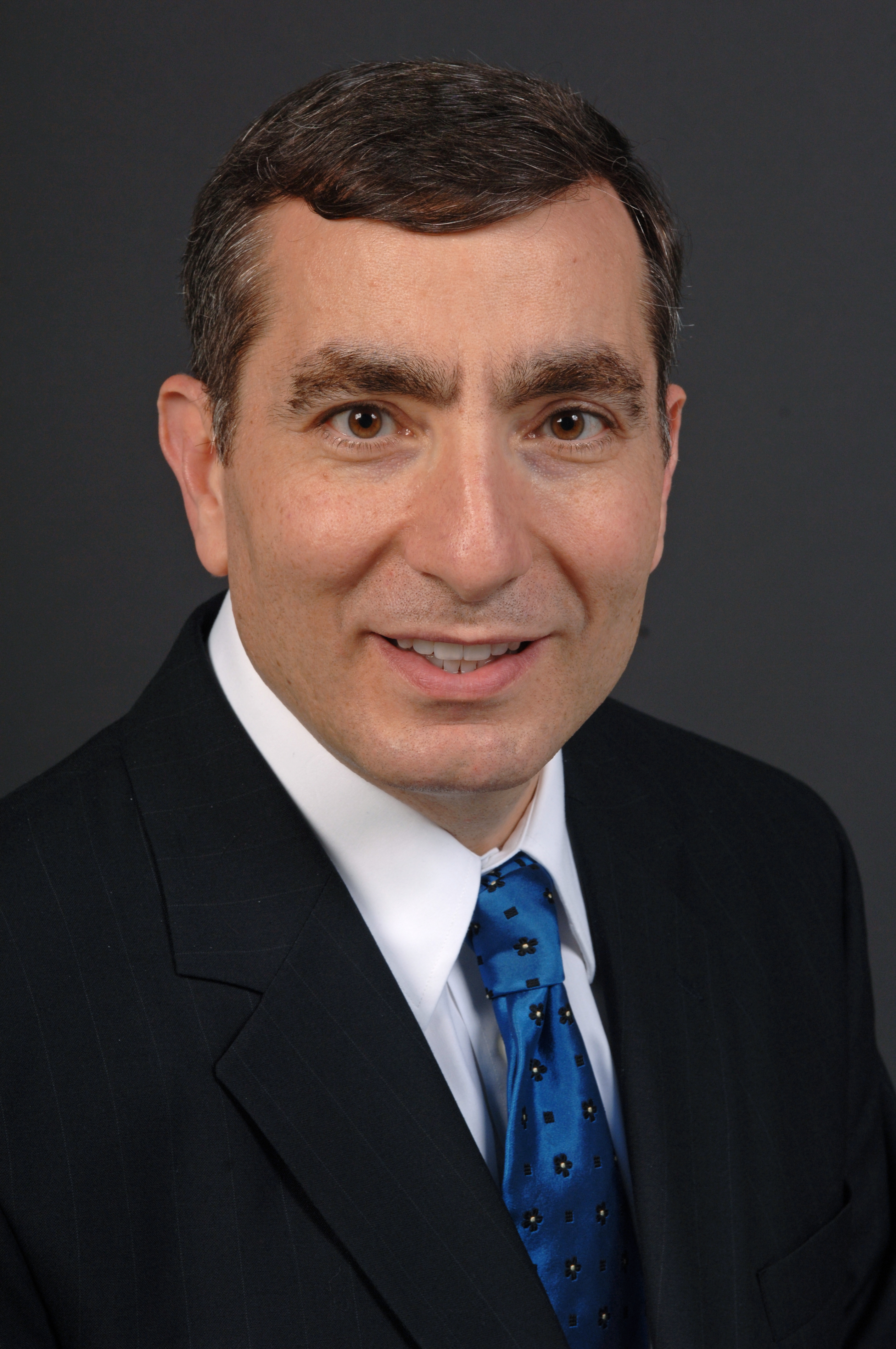
James Tour

James Mitchell Tour (* 18. August 1959 in New York City) ist ein US-amerikanischer Chemiker.

## Leben
Tour studierte an der Syracuse University mit dem Bachelor-Abschluss 1981 und wurde 1986 an der Purdue University promoviert. Als Post-Doktorand war er an der University of Wisconsin und der Stanford University. 1988 wurde er Assistant Professor und später Professor an der University of South Carolina und ab 1999 war er Professor an der Rice University am Center for Nanoscale Science and Technology. Er ist dort T. T. and W. F. Chao Professor für Chemie, für Materialwissenschaften und Informatik.
Er befasst sich mit Nanoelektronik, Elektronik und Photovoltaik mit Graphen (und dessen Herstellung aus billigen Naturprodukten), reiner Darstellung von Fullerenen, Kohlenstoff-Nanoröhrchen, Wasserstoffspeicherung mit Nanotechnik, Superkapazitäten aus Kohlenstoffverbindungen, chemischem Selbst-Zusammenbau, Synthese molekularer Maschinen, umweltfreundliche Öl- und Gas-Extraktion, Lithium-Ionenbatterien und Kohlenstoff-Nanotechnik für medizinische Anwendungen (Kohlenstoff-Nanovektoren für Medikamentenapplikation bei Gehirntumoren).

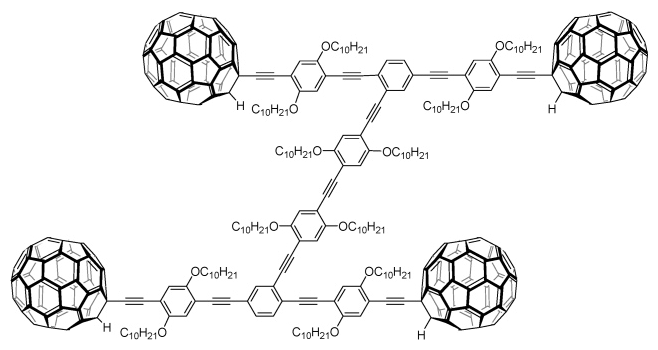
Nanocar

2005 entwickelte er das Nanocar-Molekül, mit Fullerenen als Rädern, die auf Oberflächen rollen. Das erste Modell war noch ohne molekularen Motor. Er synthetisierte auch eine Reihe Moleküle, die wie Strichmännchenfiguren aussehen (NanoPutians).
Tour gab interaktives Lehrmaterial für Schulen (NanoKid u. a.) heraus. Er unterzeichnete 2001 eine Petition des Discovery Institute (A Scientific Dissent from Darwinism), die Zweifel am Darwinismus zum Ausdruck bringt und als Rechtfertigung für Vertreter des Intelligent Design Kreationismus dient. Tour gibt aber selbst an, kein Befürworter von Intelligent Design zu sein, aber Zweifel an gängigen darwinistischen Theorien der Makroevolution zu haben. James Tour hat wiederholt die Aussage bestätigt, dass nur Gott die ´Perfektion´ einer modernen Zelle erklären kann. Weiterhin ist James Tour ein Verfechter des Wedge Documents.
Er ist Gründer von NanoJtech Consultants und der Molecular Electronics Corporation. Tour hat über 60 US-Patente (2012) und über 500 Publikationen. James Tour behauptet, dass er über 800 Publikationen hat, die meisten seiner Publikationen sind allerdings non-peer-reviewed Publikationen auf kreationistisch geprägten Foren, oder Publikationen seiner Studenten.
2008 erhielt er den Feynman Prize in Nanotechnology, 2020 den Centenary Prize der Royal Society of Chemistry. 2024 wurde er zum Mitglied der National Academy of Engineering gewählt.